# Rose de Freycinet
Rose de Freycinet, nacida Rose Pinon (Saint-Julien-du-Sault, 1794-París, 7 de mayo de 1832), fue una mujer francesa que, en compañía de su marido, Louis de Freycinet, navegó alrededor del mundo entre 1817 y 1820 en una expedición científica francesa en un barco militar, inicialmente disfrazada de hombre. Si bien no fue la primera mujer en circunnavegar el mundo (esa fue Jeanne Baret), fue la primera en registrar sus experiencias en un diario. Al no estar destinados a ser publicados y ser a la vez reflexiones francas y personales sobre personas, lugares y acontecimientos, sus escritos representan un importante recurso antropológico.

## Biografía

### Primeros años
Nació Rose Pinon en Saint-Julien-du-Sault, en el departamento de Yonne. Su padre fue Étienne Pinon, un empleado de banco de una familia con conexiones realistas, que se casó con Jeanne Catherine, de soltera Tauzin, hija de un carrocero, en París en 1791. Tras enviudar, Jeanne Pinon dirigió un internado para niñas. Rose fue educada en esa escuela, junto con unas cuarenta señoritas de París.
Era la hija mayor de su familia. Su padre murió cuando ella era relativamente joven, seguido por su hermano, dejando a Rose con la responsabilidad de cuidar a su hermana menor, Stéphanie, quien más tarde aceptó un trabajo como institutriz en Mauricio en 1818; Stéphanie se casó con un funcionario público, M. Maillard, quien más tarde la repudió.

### Matrimonio con de Freycinet

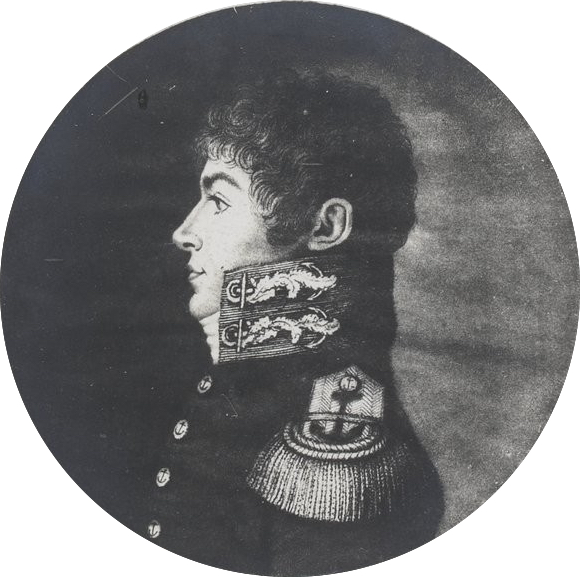
Louis de Freycinet.

A los 19 años, Rose se casó con Louis Claude de Saulces de Freycinet, de 35 años, miembro de la aristocracia francesa. La diferencia de clase social no fue un impedimento para un matrimonio feliz; según todos los informes, sus suegros la amaban y la respetaban, y durante toda su vida, Rose mantuvo una animada correspondencia con ellos, dondequiera que sus viajes la llevaran. Durante su viaje también mantuvo correspondencia con su madre, Madame Pinon, a quien extrañaba mucho, especialmente porque su partida significó que su madre quedó separada de todos sus hijos.

### A bordo delUranie

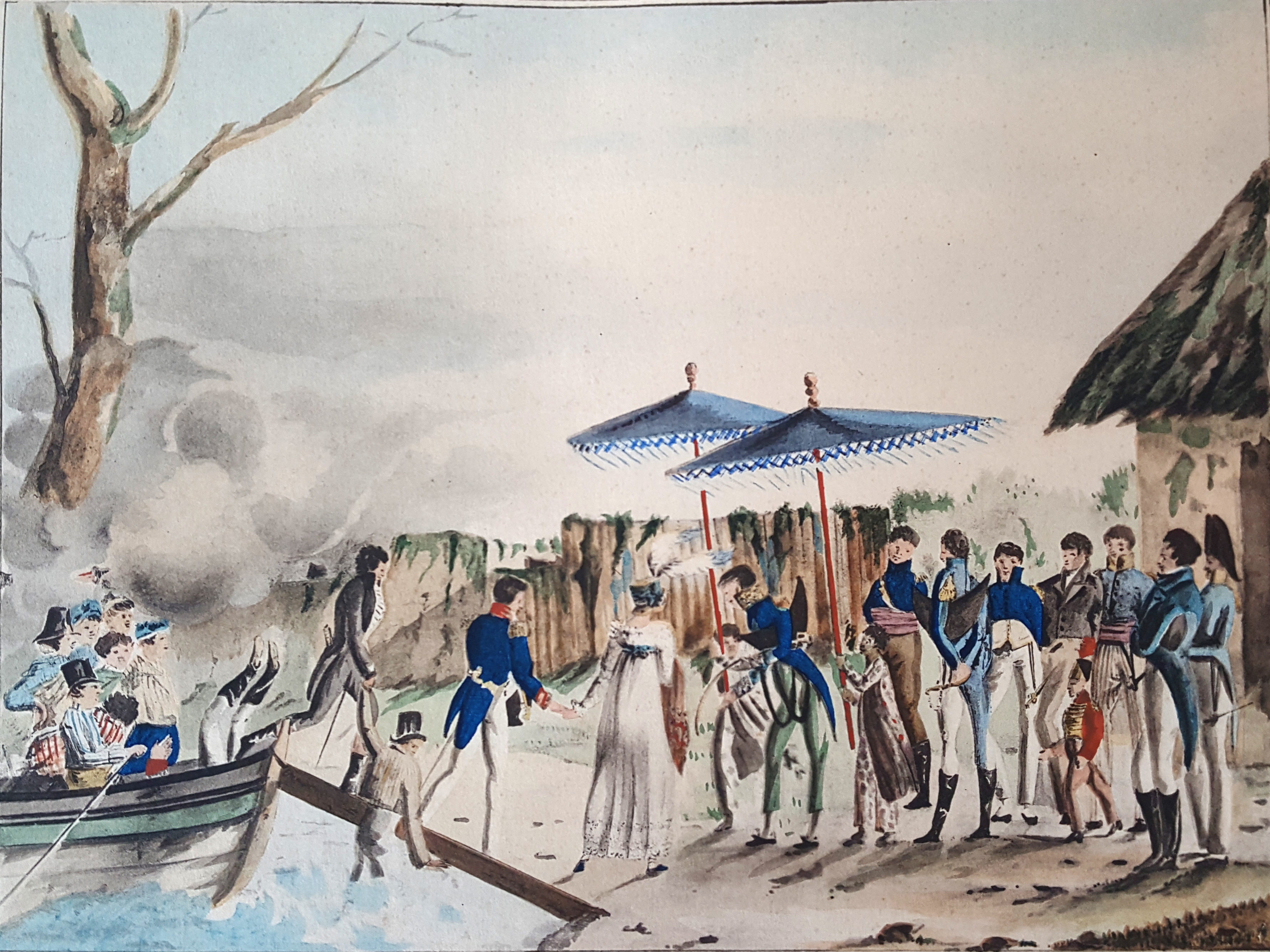
Rose de Freycinet en Timor, 1819.

Louis de Freycinet había participado anteriormente en la expedición Baudin que produjo el primer mapa de la costa de Australia en el período 1801-3. Fue durante ese viaje que se enteró del encuentro de su líder, Nicolas Baudin, con Matthew Flinders y de su demostración prácticamente simultánea de que Nueva Holanda de los neerlandeses y Nueva Gales del Sur de Cook eran parte de un único continente insular: Australia. Demostrando una considerable habilidad cartográfica, cuando el segundo barco de Baudin fue enviado a casa bajo el mando de Jacques Hamelin cargado con especímenes y registros, de Freycinet fue ascendido por encima de los demás para comandar el Casuarina, un pequeño barco comprado para continuar los estudios.
Tras la muerte de Baudin y del antropólogo de viajes François Peron, que intentó completar el relato, y finalizar un relato del viaje, en 1817 se le dio el mando del Uranie en una expedición bajo los auspicios de la Marina francesa y el Ministerio del Interior, en la que Louis-Isidore Duperrey, Jacques Arago, Adrien Taunay el Joven y otros fueron a Río de Janeiro para realizar varias mediciones científicas y recolectar especímenes de historia natural. Rose Pinon y él estaban recién casados; tal vez conscientes del encarcelamiento de Flinders y su separación forzada de su esposa Ann, conspiraron para evitar un destino similar a bordo. Vestida con ropa de hombre, Rose de Freycinet se convirtió en la primera mujer en escribir un relato de sus experiencias circunnavegando el mundo.

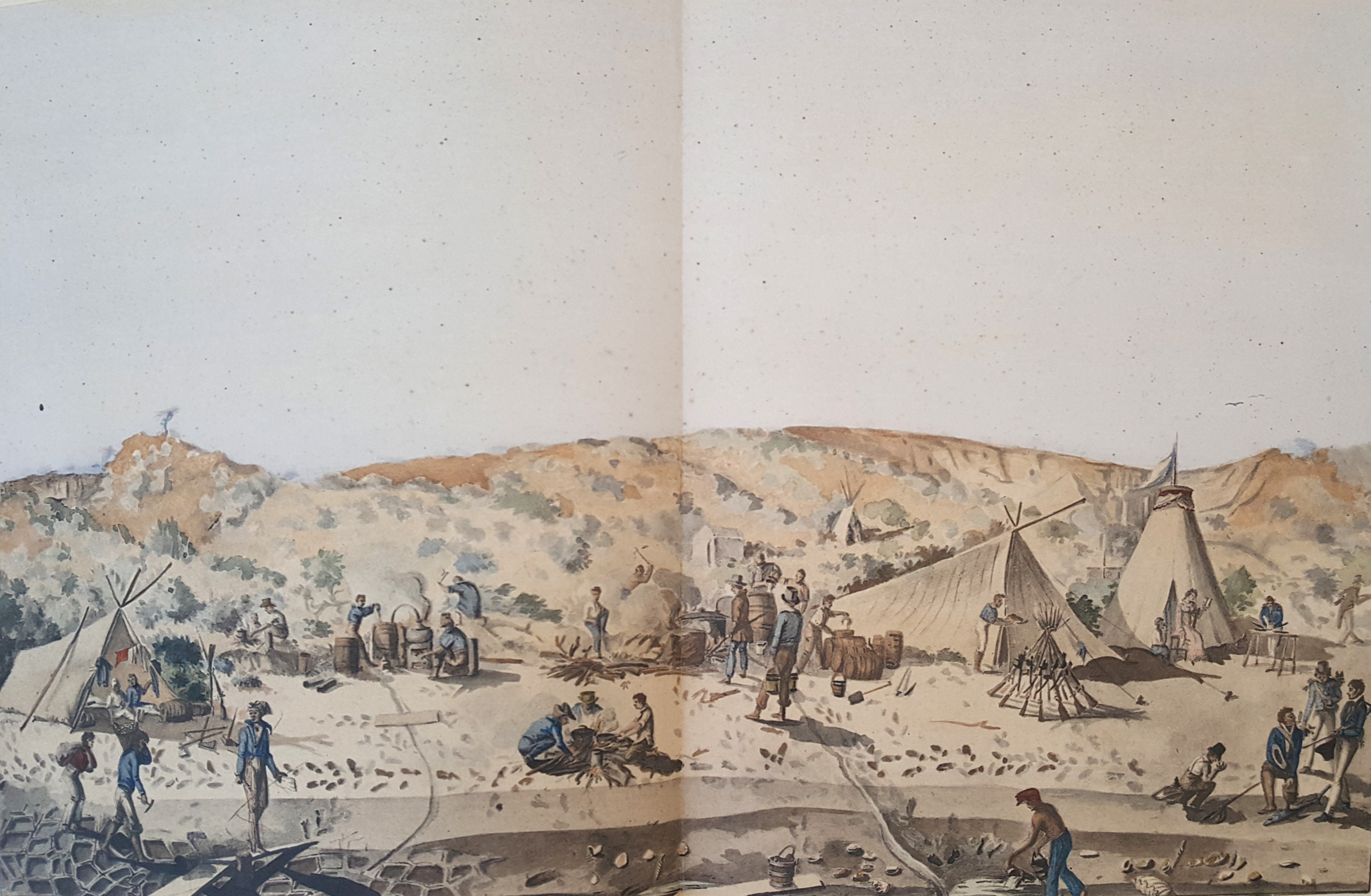
Rose delante de la tienda de campaña a la derecha del observatorio, Shark Bay, Australia Occidental, 1819.

Para preparar el barco para la presencia de su esposa, de Freycinet hizo renovar los espacios habitables de la corbeta (se remodelaron y ampliaron, incluso a expensas de la navegabilidad del barco) y se prestó mucha atención a las normas de higiene a bordo del barco, a la seguridad alimentaria y a la salud. Al parecer, convertirse en polizón fue idea de la propia Rose; es posible que haya concebido el plan ya en 1815, y probablemente consolidó su plan después de que su marido recibiera la aprobación para la expedición, en octubre de 1816. Embarcó el 16 de septiembre de 1817; la noticia de su presencia llegó a los medios franceses poco después, dando lugar a informes sensacionalistas en la prensa e «indignación en los círculos oficiales».
La presencia de mujeres a bordo de los buques de la Marina era ilegal, y es posible que la Marina, el Ministerio del Interior y la prensa se enteraran de la presencia de Rose por un oficial que fue retirado para darle su lugar. De todos modos, Rose inicialmente se vistió como un hombre, e incluso visitó al gobernador de Gibraltar vestida con «una levita azul con pantalones a juego».
La Marina se encontraba impotente ya que el primer puerto francés en el que el Uranie hizo escala fue Reunión, en el océano Índico, al que no llegó hasta 1818. Cuando el barco aterrizó allí, el gobernador local no pudo o no quiso actuar, influenciado como estaba, según Rose, por los argumentos de su marido y el encanto de ella.
La expedición trajo consigo una gran cantidad de especímenes científicos, incluidos minerales, plantas, insectos y animales, a pesar del naufragio del Uranie en 1820 en las Islas Malvinas. Un tribunal militar que investigó el naufragio, en 1820, nunca mencionó la presencia de Rose. Según Jacques Arago, el artista que había sido contratado para hacer ilustraciones botánicas y de otro tipo y que era el único civil a bordo, durante el naufragio Rose de Freycinet se comportó admirablemente. Sin embargo, su diario no se publicó hasta 1927.

### Muerte
En París, en 1832, Luis enfermó de cólera. Junto con un doctor Gaimard, que también había viajado a bordo del Uranie, Rose lo cuidó hasta que recuperó la salud, a pesar de que ella sufría de una dolencia estomacal. Sin embargo, enfermó y murió el 7 de mayo de 1832.

## Legado
El nombre de Rose de Freycinet se recuerda en el atolón Rose, en lo que hoy es Samoa Americana, nombrado en su honor por su esposo en 1819 y una paloma, la Pinon Imperial-Pigeon.
Las pinturas del artista de la expedición, Jaques Arago, dan testimonio de su presencia en tierra en Australia en varios lugares, entre ellos Bahía Shark, Australia Occidental y más tarde en Sídney.
El interés por ella y su diario condujo a un renovado interés por el naufragio del Uranie en las Islas Malvinas. En 2001, una expedición organizada por el Museo de Australia Occidental «realizó investigaciones, búsquedas y estudios con el objetivo de aumentar el conocimiento sobre los de Freycinet, su barco y su campamento». El naufragio fue reubicado y se preparó un informe sobre el extenso campamento de sobrevivientes y el naufragio.

## Lectura adicional
- Groom, Linda (Marzo de 2014). «A New Insight into Rose de Freycinet's Diary». The National Library of Australia Magazine 6 (1): 14-15.